# Chłodzenie pasywne

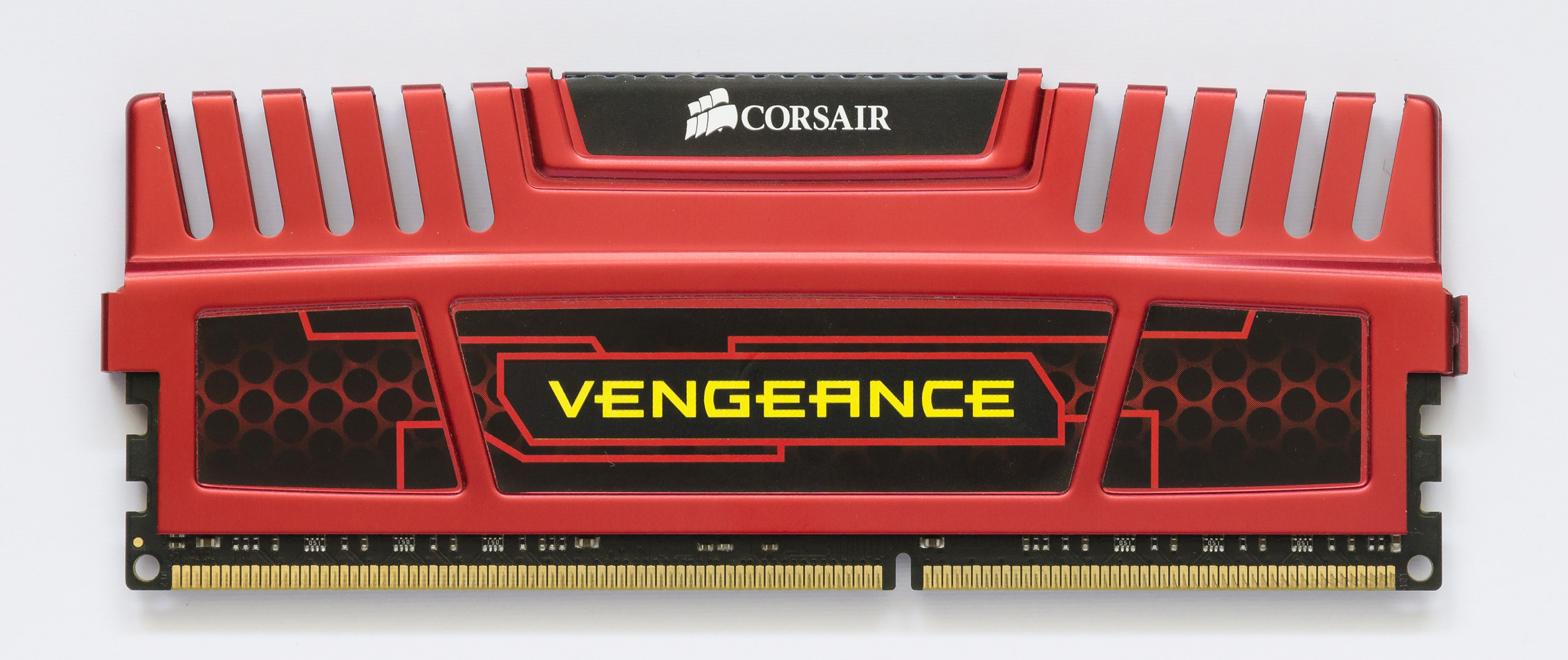
Pamięć RAM z radiatorem

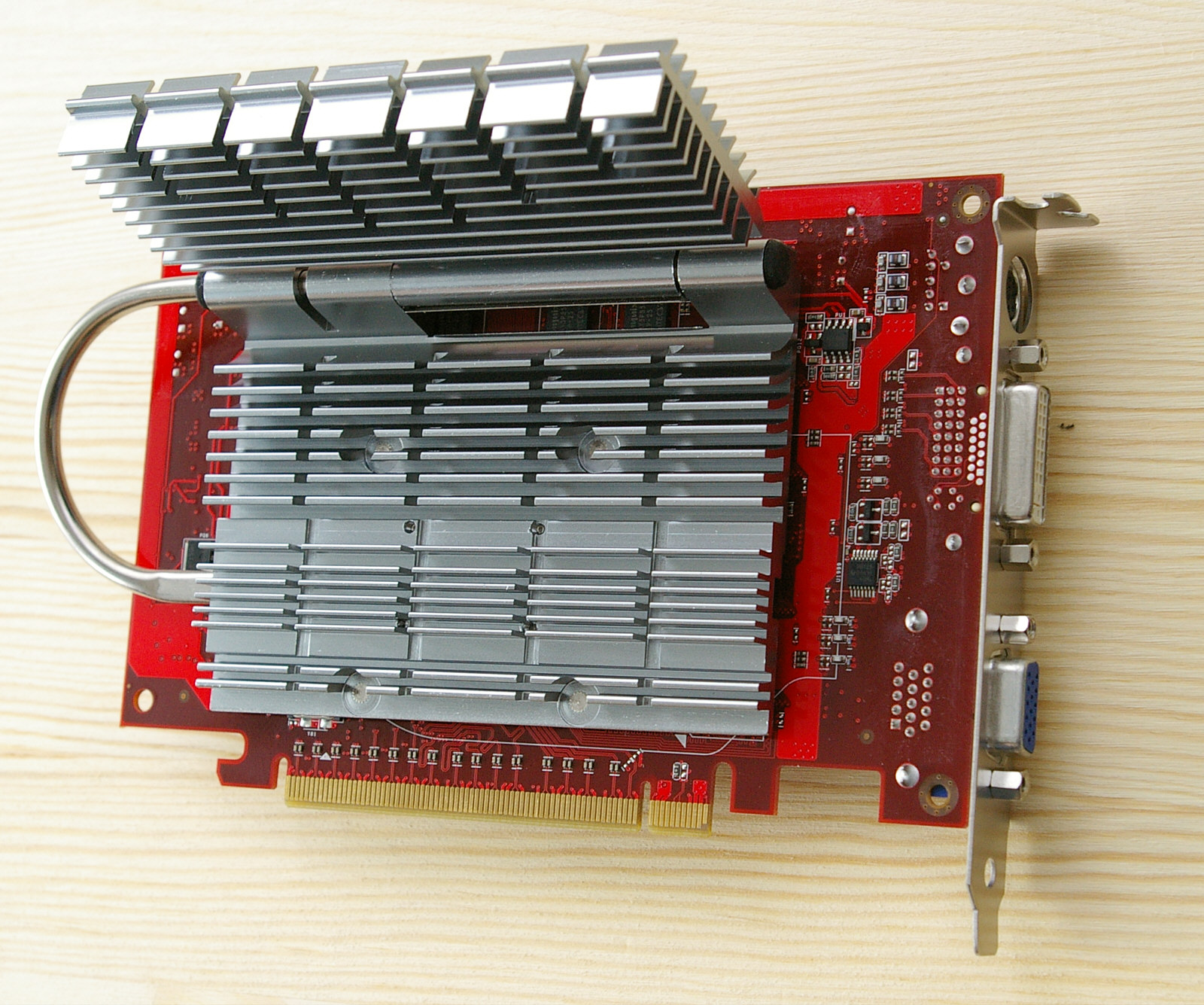
Chłodzenie pasywne karty graficznej Asus EAX1300pro

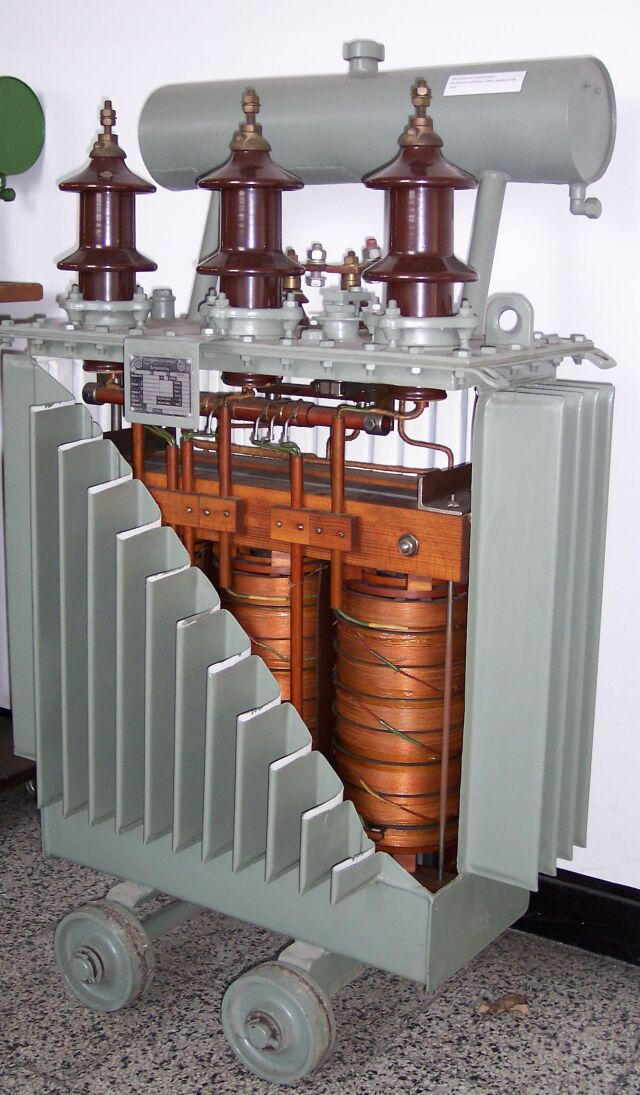
Konstrukcja transformatora sieciowego z widocznym ożebrowaniem spełniającym funkcję chłodzenia pasywnego

Chłodzenie pasywne – system chłodzenia oparty wyłącznie o elementy stałe, takie jak radiator. W systemie tym wykorzystuje się zjawisko oddawania przez metale energii cieplnej do otoczenia – nie występują tu dodatkowe elementy ruchome w postaci np. wentylatorów. Chłodzenie pasywne może być proste, używające tylko radiatorów, bądź kombinowane z rurami cieplnymi lub ogniwami Peltiera. 
Niektóre radiatory są tak skonstruowane (np. ze scalonych „rur”) i umieszczone w odpowiednio (pionowo – tak, by powietrze mogło przemieszczać się ku górze) przygotowanej obudowie (wlot powietrza na dole, wylot u góry), aby jak najlepiej wykorzystywać zjawisko konwekcji. Dzięki takiej konstrukcji można znacznie zwiększyć przepływ powietrza nie używając żadnych wentylatorów – im radiator mocnej się nagrzeje tym szybciej będzie przepływać przez niego powietrze, a przy tym wydajniej oddawać ciepło.
Zalety:
- bezgłośne działanie,
- nie wymaga zasilania energią elektryczną,
- nie zużywają się ruchome elementy,
- nie osadza się zbyt szybko kurz i inne zabrudzenia,
- bezawaryjność.

Wady:
- chłodzenie może być niewystarczające w przypadku mocno nagrzewających się elementów,
- do poprawnego działania wymaga odpowiedniego strumienia  powietrza przepływającego przez radiator,
- często, aby spełnić swoje zadanie musi być duży, a przez to ciężki.